# El Farsante
Singles par Ozuna
Solita
(2017) Se Preparó
(2017)
Singles par Romeo Santos
Bella y Sensual
(2017) Sobredosis
(2018)
El Farsante est une chanson du Portoricain Ozuna sortie le 3 juillet 2017 en tant que single.
Le 30 janvier 2018, Ozuna sort avec Romeo Santos une remix de "El Farsante".

## Contexte
"El Farsante" a été écrite par Ozuna, et ses producteurs, Alex Killer, Gaby Music, Yampi, Kronix Magical et Chris Jeday. Avec les labels de VP Records et de Sony Music Latin.

## Composition
El Farsante est de genre Rhythm and blues latino, un mélange entre le Latin pop et le Latin trap.

## Clip musical
La version solo est sortie le 3 juillet 2017 sur YouTube, dans le clip, Ozuna éprouve un désir de se réconcilier et de sauver sa relation avec un partenaire anonyme. En décembre 2020, le clip audio original comptabilise 900 millions de vues.
La version remix avec Romeo Santos sort le 30 janvier 2018, un succès qui leur a valu 1,4 milliard de vues en avril 2020,.

## Classements

### Classements hebdomadaires
| Chart (2018)                            | Meilleure position |
| --------------------------------------- | ------------------ |
| République dominicaine (Monitor Latino) | 2                  |
| Honduras (Monitor Latino)               | 12                 |
| Pérou (Monitor Latino)                  | 5                  |
| Espagne (PROMUSICAE)                    | 22                 |
| Uruguay (Monitor Latino)                | 10                 |
| États-Unis (Hot 100)                    | 49                 |
| États-Unis (Hot Latin Songs)            | 2                  |

### Classements annuels
| Chart (2017)                 | Position |
| ---------------------------- | -------- |
| États-Unis (Hot Latin Songs) | 68       |
| Chart (2018)                 | Position |
| États-Unis (Hot Latin Songs) | 6        |

## Certifications
| Région                                                                     | Certification | Ventes/Streams |
| -------------------------------------------------------------------------- | ------------- | -------------- |
| Italie (FIMI)                                                              | Or            | 25,000*        |
| xNon précisé par la certification ‡ventes/streaming selon la certification |               |                |